# یواس‌اس ویرگو (ای‌کی‌ای-۲۰)
یواس‌اس ویرگو (ای‌کی‌ای-۲۰) (به انگلیسی: USS Virgo (AKA-20)) یک کشتی بود که طول آن ۴۵۹ فوت ۳ اینچ (۱۳۹٫۹۸ متر) بود. این کشتی در سال ۱۹۴۳ ساخته شد.